# The Complete Albums Collection
The Complete Albums Collection è un box-set del gruppo progressive rock britannico The Alan Parsons Project, pubblicato il 31 marzo del 2014 dalla Sony Music tramite la RCA Records.

## Descrizione
Il cofanetto include tutti e dieci gli album ufficiali dei The Alan Parsons Project, compreso l'album di debutto del 1976 Tales of Mystery and Imagination - Edgar Allan Poe. Presente anche un undicesimo disco: The Sicilian Defence, sarebbe stato il quarto album pubblicato dalla Arista Records nel 1979 ma Parsons e Woolfson preferirono accantonarlo, è rimasto inedito fino al 2014.
Alan Parsons dedica un'intera pagina del booklet ai ringraziamenti per tutti coloro che dal 1975 hanno collaborato con il Project, dai session man fino ai dirigenti della Sony. 
(Alan Parsons, pensiero espresso nel booklet del box set prima di elencare tutti coloro che hanno collaborato con il The Alan Parsons Project, 2014)

## Grafica e copertina
Per ogni singolo album viene riprodotto, ovviamente in dimensioni molto più ridotte, il fronte ed il retro della versione originale in LP. Purtroppo tale scelta comporta che le scritte, specialmente sul retro diventano quasi illeggibili per le ridotte dimensioni. Le info vengono comunque riportate in un booklet relativo a tutti gli undici album. 
La copertina del box set riporta al centro il logo del The Alan Parsons Project, con la sigla APP e sullo sfondo tutte le copertine degli album, mentre tutta la confezione è percorsa da una fila continua, ripetitiva ed interminabile di parole che ad una lettura attenta risulteranno degli aggettivi collegati ai contenuti ed alle realizzazioni del gruppo. Di seguito l'elenco degli aggettivi che compaiono sul box set: 
(Testo che compare su tutte le facce del box set The Complete Albums Collection del 2014)

## Contenuto del Box Set
- Tales of Mystery and Imagination - Edgar Allan Poe - 1976
- I Robot - 1977
- Pyramid - 1978
- Eve - 1979
- The Turn of a Friendly Card - 1980
- Eye in the Sky - 1982
- Ammonia Avenue - 1984
- Vulture Culture - 1985
- Stereotomy - 1986
- Gaudi - 1987
- The Sicilian Defence - 2014 (registrato nel 1979)

## Masterizzazione
Tutti gli album del box set sono stati rimasterizzati nel 2013 a cura di Dave Donnelly, Alan Parsons e Jeff Magid presso il DNA Mastering a Woodland Hills in California.